# Delacău
Delacău (ros. Делакеу, Diełakieu) – wieś w Mołdawii (Naddniestrzu), w rejonie Grigoriopol, siedziba gminy o tej samej nazwie. W 2004 roku liczyła 1294 mieszkańców.

## Położenie
Miejscowość znajduje się na lewym brzegu Dniestru, pod faktyczną administracją Naddniestrza, w odległości 3 km od Grigoriopola i 50 km od Kiszyniowa.

## Historia
Wioska po raz pierwszy została wspomniana w 1773 roku. W 1795 roku miejscowość liczyła 326 chłopów. W latach 1812–1821 na wsi istniała posiadłość Ruxandy Mavrogheni, która posiadała 8 sadów, 6 winnic, młyn oraz las. W tym czasie wieś posiadała także cerkiew, jedną z najstarszych na lewym brzegu Dniestru. W latach 30. XX wieku władze radzieckie przekształciły ją w klub, usuwając krzyże i burząc dzwonnicę. Po 1941 roku cerkiew została odbudowana, wzniesiono 2 nowe dzwonnice, ale po wojnie została ostatecznie zburzona. W okresie sowieckim zorganizowano we wsi kołchoz im. Miczurina, specjalizujący się w uprawie zbóż, warzyw, sadownictwie oraz uprawie winorośli. We wsi otwarto 8-letnią szkołę, klub z kinem, bibliotekę, warsztaty usług społecznych, pocztę, przedszkole i sklep.

## Demografia
Według danych spisu powszechnego w Naddniestrzu w 2004 roku wieś liczyła 1294 mieszkańców, z czego niemal całość, 1179 osób, stanowili Mołdawianie.